# Kurdistans demokratiska parti
Kurdistans demokratiska parti (kurdiska: پارتی دیموکراتی کوردستان, Partiya Demokrat a Kurdistanê), vanligen förkortat KDP eller ibland PDK, är ett politiskt parti i Irakiska Kurdistan. KDP har under 2000-talet varit det största partiet i Irakiska Kurdistan och ingått i Kurdistans regionala regering.

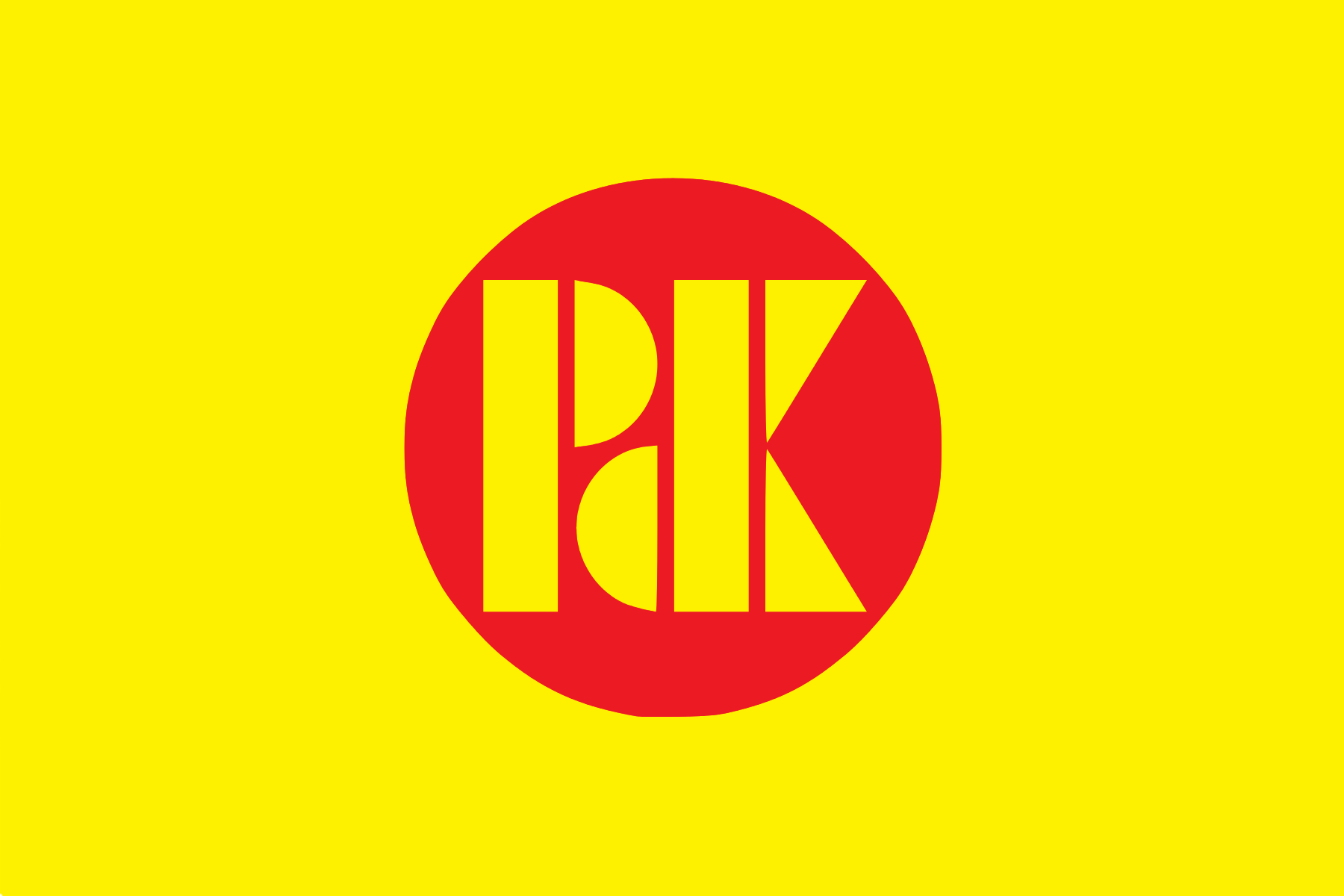
KDP:s flagga

KDP grundades 1946 i Bagdad, Irak av Mustafa Barzani och Fahad Ahmad Feyli med stöd från kurder från irakiska och iranska Kurdistan. Det första KDP kongressen hölls i Bagdad; bestod mestadels av feylikurdiska affärsmän och ledarna för kurdiska klaner. Partiet brukar beskrivas som ett kurdisk-nationalistiskt parti. Dess ledning domineras av Barzanisläkten och partiets uttalade ideologier är lag och ordning, konservatism, ekonomisk liberalism och kurdisk nationalism. Den vill bygga en "socialt orienterad" ekonomi och listar civil solidaritet och social rättvisa som grunden för sin ideologi.

## Historia
KDP höll sin första kongress i Bagdad den 16 augusti 1946 finansierad och organiserad av feyli-kurderna i Bagdad. De 32 delegaterna valde en centralkommitté med Hamza Abdullah som generalsekreterare, Shaykh Latif och Kaka Ziad Agha som vicepresidenter och Barzani som president-i- exil. Partiet krävde autonomi för irakiska Kurdistan och påstod att den politiska och ekonomiska situationen för kurderna i Irak skilde sig från Irans. Partiprogrammet var inte specifikt om något socialt eller ekonomiskt innehåll av rädsla för att alienera de mycket konservativa prinsarna, schejkerna och  borgarna som hade gått med på att stödja det. KDP har traditionellt varit allierad med Kejsardömet Iran, Israel, Frankrike, USA och även Sovjetunionen. Länderna höll nära ekonomiska och militära samarbeten med kurderna då alla parterna hade gemensamma intressen.

## Partiledare
- 1946–1979: Mustafa Barzani
- 1979–: Massoud Barzani (biträdande sedan 2010: Nechirvan Barzani)